# Mononychellus eysenhardtiae
Mononychellus eysenhardtiae är en spindeldjursart som beskrevs av Tuttle, Baker och Abbatiello 1976. Mononychellus eysenhardtiae ingår i släktet Mononychellus och familjen Tetranychidae. Inga underarter finns listade i Catalogue of Life.